# 24 de mayo
El 24 de mayo es el 144.º (centésimo cuadragésimo cuarto) día del año en el calendario gregoriano y el 145.º en los años bisiestos. Quedan 221 días para finalizar el año.

## Acontecimientos
- 1218: en la costa de Palestina, la quinta cruzada deja la villa de San Juan de Acre hacia Egipto.
- 1337: inicia la guerra de los Cien Años con la invasión francesa del Ducado de Aquitania.
- 1487: en Dublín (Irlanda), el niño Lambert Simnel (10) se hace pasar por Eduardo VI y es coronado.
- 1612: en el valle alto del río Magdalena (actual Colombia), Diego de Ospina y Medinilla funda la aldea de Neiva.
- 1621: en Alemania se disuelve la coalición de naciones Unión Protestante.
- 1626: en los Estados Unidos, según la tradición, Peter Minuit compra la Isla de Manhattan al pueblo de los lenape.
- 1689: el Parlamento del Reino Unido aprueba la Ley de Tolerancia protegiendo a los protestantes. Los católicos son intencionalmente excluidos.
- 1725: en el tribunal penal central de Old Bailey (Londres) es ahorcado el jefe de policía («cazador general de ladrones») Jonathan Wild por descubrirse que utilizaba su puesto de comisario para liderar una red de crimen organizado.
- 1778: Francia, ganada por Benjamin Franklin para la causa de las colonias estadounidenses, declara la guerra al Imperio británico.
- 1806: Napoleón Bonaparte nombra rey de Holanda a su hermano Luis Bonaparte.
- 1819: de Nueva York zarpa el buque Savannah, primer barco a vapor que atraviesa el Atlántico.
- 1822: tras la batalla de Pichincha ―ganada por el general Antonio José de Sucre― Ecuador se independiza de España. En conmemoración a esta fecha, la Constitución de Ecuador de 2008 establece al 24 de mayo como fecha de la posesión del presidente y vicepresidente de la República, por un período de 4 años.
- 1830: en Estados Unidos la compañía Baltimore and Ohio Rail Road (entre Baltimore y Ellicott's Mills) inicia el primer itinerario ferroviario.
- 1832: en la Conferencia de Londres, el Primer Reino de Grecia es declarado legal.
- 1844: desde el Capitolio de la ciudad de Washington (Estados Unidos), el inventor Samuel Morse emite el primer mensaje telegráfico hasta la ciudad de Baltimore.
- 1846: en México ―en el marco de la Intervención estadounidense―, el general estadounidense Zachary Taylor captura la ciudad de Monterrey.
- 1857: fecha de referencia del primer censo de población realizado en España con características plenamente modernas, que inauguraba la época estadística en dicho país.
- 1858: entre Madrid y Alicante, el tren real inicia el recorrido del último tramo del ferrocarril, que fue el primero de importancia construido en España.
- 1861: durante la guerra civil estadounidense, las fuerzas de la Unión ocupan Alexandria (Virginia).
- 1866: durante la guerra de la Triple Alianza, se desarrolla la batalla de Tuyutí entre las fuerzas aliadas de Brasil, Argentina y Uruguay contra el Paraguay; es hasta hoy día la batalla más grande -y más sangrienta, con 15 mil muertes en cinco horas- ocurrida en Sudamérica.[1]
- 1871: Se celebra un dilatado combate de boxeo entre el púgil británico Billy Edwards (primer campeón mundial de peso liviano reconocido) y el estadounidense Tom Collins. El encuentro fue suspendido al aparecer la policía, fue reanudado al siguiente día, pero al cabo de 25 asaltos debió suspenderse por falta de luz. El combate se reanudó el 26 de mayo, y la policía reapareció, y fueron arrestados presentes y boxeadores. Los púgiles debieron pagar una multa de 1000 dólares estadounidenses ―que (debido a la inflación de la moneda de Estados Unidos) en la actualidad equivaldría a unos 40 000 dólares) y un año de prisión. Apelaron y recuperaron su libertad el 6 de diciembre de ese año.
- 1872: en España se concreta el Convenio de Amorebieta, que liquidó el alzamiento carlista del 14 de abril anterior.
- 1876: el Congreso de los Diputados español aprueba la Constitución que estuvo vigente en España hasta la Segunda República (salvo el paréntesis de la dictadura de Miguel Primo de Rivera).
- 1881: Turquía cede a Grecia la región de Tesalia y la Prefectura de Arta.
- 1883: Después de 14 años de construcción, John y Washington Roebling inauguran oficialmente el puente de Brooklyn, el primero construido con cables de acero.
- 1893: el poeta cubano José Martí conoce al poeta nicaragüense Rubén Darío, al que considerará como su hijo.
- 1895: en Londres, Henry Irving se convierte en el primer actor en obtener el título de Sir.
- 1897: En Bacuranao (La Habana) desembarca el patriota cubano Ricardo Delgado con gran cantidad de pertrechos de guerra.
- 1900: en África del Sur ―en la segunda guerra bóer― el Reino Unido se anexiona el Estado Libre de Orange.
- 1901: en Caerphilly (Gales del Sur) mueren 78 mineros.
- 1915: Italia entra en combate en la Primera Guerra Mundial.
- 1923: en Hamburgo (Alemania) se funda la Internacional de las Juventudes Socialistas.
- 1925: en General Rodríguez (provincia de Buenos Aires) se funda el Club Deportivo y Mutual Leandro N. Alem.
- 1926: en Japón, en la isla de Hokkaido, la erupción del volcán Tokachi causa la muerte a más de dos mil personas y graves daños materiales.
- 1927: en Santiago de Chile se funda el Club Universidad de Chile.
- 1928: inauguración del servicio telefónico entre España y Reino Unido.
- 1930: en Darwin (Australia) aterriza la piloto británica Amy Johnson, que se convierte en la primera mujer que vuela entre Reino Unido y Australia. Había despegado el 5 de mayo.
- 1933: el Reichstag concede amplios poderes a Adolf Hitler por cuatro años, que el aprovechó para gobernar a Alemania a su antojo.
- 1934: Tomáš Masaryk es elegido por cuarta vez presidente de Checoslovaquia.
- 1940: en la Segunda Guerra Mundial, se da la orden (controvertida hasta hoy) de detención a la Whermacht a las afueras de Dunquerque (Francia), lo que permitirá que, 2 días después, las fuerzas aliadas sean evacuadas durante la Operación Dinamo.
- 1940: en Francia, la población de Boulogne es arrasada por las unidades de Infantería de la 2.ª División Panzer, XIX Cuerpo Panzer alemán que toman prisioneros a 5000 británicos y franceses. Se rinde la fortaleza francesa de Maubeuge, mientras que en Bélgica el 6.º Ejército captura Ghente y Tournai.
- 1940: en la Unión Soviética, Ígor Sikorsky realiza la primera prueba exitosa de su helicóptero de un solo rotor.
- 1941: el almirante alemán Karl Dönitz ordena la suspensión de las operaciones de todos los submarinos alemanes, después de perder 56 U-Boot entre abril y mayo.
- 1941: en el marco de la Segunda Guerra Mundial, el acorazado alemán Bismarck hunde al crucero de batalla británico HMS Hood durante la Batalla del estrecho de Dinamarca.
- 1943: en Polonia ―en el marco del holocausto judío― el joven médico Josef Mengele se convierte en oficial médico del campo de concentración de Auschwitz.
- 1945: en Flensburg (Alemania) son arrestados el gran almirante nazi Dönitz y demás miembros de su gobierno, las fuerzas británicas llegan a Berlín.
- 1945: la zona industrial de Tokio es bombardeada por los estadounidenses haciendo uso de cientos de aviones B-29.
- 1949: la Unión Soviética acaba con el bloqueo de Berlín después de 11 meses.
- 1956: se celebra en Lugano, Suiza, el primer Festival de la Canción de Eurovisión. La canción ganadora fue Refrain interpretada por la cantante suiza Lys Assia.
- 1958: en Tokio (Japón) comienzan los III Juegos Asiáticos.[2]
- 1960: Estados Unidos lanza el Midas I, satélite estadounidense destinado a detectar los misiles intercontinentales.
- 1961: Chipre entra en el Consejo de Europa.
- 1962: por segunda vez una nave espacial ―la Aurora 7 del proyecto Mercury, tripulada por Scott Carpenter― retorna felizmente a la Tierra.
- 1965: el Reino Unido adopta el sistema métrico decimal.
- 1968: en Quebec (Canadá), separatistas del grupo FLQ ponen una bomba en el consulado de Estados Unidos.
- 1969: se funda en Colombia la Programadora Jorge Barón Televisión cuyo primer programa era El show de Jorge Barón y su estrella invitada hoy como El Show de las Estrellas.
- 1974: en Salamanca (España) se crea la Escuela Nacional de Aeronáutica (ENA).
- 1976: entre Londres y Washington D. C. comienza el servicio del avión supersónico Concorde.
- 1977: en Buenos Aires, Argentina. son asesinadas 16 personas por efectivos del Ejército Argentino, en lo que se conoce como la Masacre de Monte Grande.
- 1981: en la Plaza de Cataluña de Barcelona (España), diez asaltantes toman la sede del Banco Central. Horas después los geos liberan a los rehenes y detienen a los diez asaltantes.
- 1981: en Ecuador muere el presidente Jaime Roldós en un accidente de aviación. El vicepresidente Osvaldo Hurtado asume la presidencia.
- 1982: en Irán, la milicia iraní ―durante la guerra entre Irán e Irak― recaptura la ciudad portuaria de Khorramshahr de los iraquíes.
- 1985: en Bangladés, un ciclón deja unos 40 000 muertos y varias decenas de miles de desaparecidos.
- 1989: El AC Milan obtiene su cuarto título de Copa de Campeones de Europa luego de ganarle 4 a 0 al Steaua de Bucarest de Rumania en la final de tal edición.
- 1991: Israel conduce la Operación Salomón, evacuando los judíos etíopes a Israel.
- 1992: en Tailandia, el general Suchinda Kraprayoon ―último dictador de ese país― abdica por las protestas prodemocráticas.
- 1993: Eritrea declara formalmente su independencia, con lo que se convierte en el quincuagésimo segundo Estado libre del continente africano.
- 1993: Microsoft desarrolla el sistema operativo Windows NT.
- 1994: en Madrid la banda terrorista ETA mata al teniente Miguel Peralta Utrera (47), con una bomba adosada a su coche.
- 1994: en los Estados Unidos, cuatro hombres son sentenciados a 240 años de prisión cada uno por la bomba alojada en las torres de World Trade Center.
- 1995: histórico primer encuentro en Washington del ministro británico para Irlanda del Norte, Patrick Mayhew, y el líder del Sinn Féin ―brazo político del IRA―, Gerry Adams.
- 1995: Se juega la final de la Liga de Campeones de la UEFA en Viena. Es campeón el Ajax de Ámsterdam frente al AC Milan gracias a un gol del jugador de 18 años Patrick Kluivert en el minuto 85.
- 1997: en Irán gana las elecciones el aperturista Mohamed Jatamí.
- 1998: tanto el pueblo del Úlster como la República de Irlanda ratifican por amplia mayoría el acuerdo de paz.
- 2000: Israel abandona las últimas posiciones en la frontera al sur del Líbano después de 22 años de ocupación.
- 2000: El Real Madrid vence al Valencia CF por 3 goles a 0 en la final de la Liga de Campeones de la UEFA disputada en el Estadio de Francia, (Saint Denis) para ganar su octavo título en esta competencia.
- 2001: el sherpa de 15 años Temba Tsheri se convierte en la persona más joven que llega a la cima del monte Everest.
- 2002: Rusia y los Estados Unidos firman el Tratado de Reducciones de Ofensivas Estratégicas.
- 2008: en Colombia sucede un gran temblor (de magnitud 5.5 en la escala de Richter), a una profundidad de 3,5 km. El sismo deja a 5 muertos, 30 heridos y cerca de 6400 damnificados.
- 2009: en Noruega se deja en libertad al polémico fundador de la banda Burzum, Varg Vikernes, tras 16 años de prisión.
- 2009: en España se constituye oficialmente la Red de Medios Comunitarios.
- 2014: En Lisboa, Portugal, el Real Madrid gana su décima copa de la Liga de Campeones de la UEFA tras ganar por 4 a 1 a su rival de la capital, el Atlético de Madrid en tiempo extra.
- 2015: se celebran las novenas elecciones autonómicas de España.
- 2017: en Quito, Lenín Moreno asume la presidencia del Ecuador.
- 2021: en Quito, Guillermo Lasso asume la presidencia del Ecuador poniendo fin a catorce años de gobiernos de tendencia de izquierda socialista.
- 2021: en Lima, Perú se registró una Tormenta eléctrica, la cual es un fenómeno inhabitual en la ciudad, a la misma vez, en una zona de la ciudad, se reportó una lluvia de Granizo.
- 2022: En Estados Unidos, ocurre el Tiroteo en la Escuela Primaria Robb de Texas.

## Nacimientos
- 15 a. C.: Germánico, aristócrata y militar romano, envenenado a los 34 años (f. 19 d. C.).
- 1494: Pontormo, pintor italiano (f. 1557).
- 1544: William Gilbert, médico y filósofo británico (f. 1603).
- 1671: Gian Gastone de Médici, aristócrata toscano (f. 1737).
- 1686: Daniel Gabriel Fahrenheit, físico alemán (f. 1736).
- 1723: Antonio Caballero y Góngora, religioso español y virrey neogranadino (f. 1796).
- 1739: Faustino Álvarez de Foronda, aristócrata peruano (f. 1816).
- 1743: Jean-Paul Marat, periodista y revolucionario francés (f. 1793).
- 1794: William Whewell, filósofo británico (f. 1866).
- 1803: Alexander von Nordmann, zoólogo y botánico finlandés (f. 1866).
- 1810: Abraham Geiger, rabino y teólogo alemán (f. 1874).
- 1819: Victoria I, reina británica (f. 1901).
- 1821: Juan Bautista Topete, marino y político español (f. 1885).
- 1830: Alekséi Savrásov, pintor ruso (f. 1897).
- 1851: Ramón González Valencia, fue un militar, político y estadista colombiano, miembro del Partido Conservador Colombiano. (f. 1928).
- 1853: Juan de Dios Aldea Fonseca, marino chileno, uno de los héroes del Combate naval de Iquique y héroe máximo del Cuerpo de Infantería de Marina de Chile (f. 1879).
- 1855: Arthur Wing Pinero, dramaturgo británico (f. 1934).
- 1870: Benjamin Cardozo, jurista estadounidense (f. 1938).
- 1870: Jan Smuts, primer ministro sudafricano (f. 1950).
- 1878: Lillian Moller Gilbreth, psicóloga estadounidense (f. 1972).
- 1879: Moisés Kogan, escultor alemán (f. 1943).
- 1880: Manuel Romero de Terreros, historiador y escritor mexicano (f. 1965).
- 1886: Paul Paray, compositor francés (f. 1979).
- 1887: Mick Mannock, piloto de guerra irlandés (f. 1918).
- 1889: Larry Williams, director de fotografía estadounidense (f. 1956).
- 1891: William Foxwell Albright, arqueólogo estadounidense (f. 1971).
- 1891: Benedictus Hubertus Danser, botánico y taxónomo neerlandés (f. 1943).
- 1896: Fernando Soler, actor mexicano (f. 1979).
- 1896: Karp Sviridov, militar soviético (f. 1967)
- 1899: Suzanne Lenglen, tenista francesa (f. 1938).
- 1899: Henrí Michaux, poeta y pintor de origen belga, nacionalizado francés (f. 1984).
- 1900: Eduardo De Filippo, actor italiano (f. 1984).
- 1901: José Nasazzi, futbolista uruguayo (f. 1968).
- 1903: Domingo Pérez Minik, escritor español (f. 1989).
- 1905: Mijaíl Shólojov, escritor ruso, premio nobel de literatura en 1965 (f. 1984).
- 1907: José María Lacarra de Miguel, historiador español (f. 1987).
- 1907: John King Fairbank, historiador y sinólogo estadounidense (f. 1991).
- 1908: Emil Friedman, violinista venezolano de origen checo (f. 2002).
- 1908: María Lavalle Urbina, abogada y política mexicana (f. 1996).
- 1912: Harold Ambellan, escultor francés-estadounidense (f. 2006).
- 1911: Javier Malagón, jurista español (f. 1990).
- 1911: Barbara West, personalidad británica (f. 2007).
- 1914: Luis Lucia Mingarro, cineasta español (f. 1984).
- 1914: Lilli Palmer, actriz alemana (f. 1986).
- 1916: Luis Romero, escritor español (f. 2009).
- 1916 Juanito Valderrama, cantaor español (f. 2004).
- 1921: Yevguenia Rúdneva, astrónoma y aviadora militar soviética (f. 1944)
- 1922: Pierre Daix, periodista y escritor francés (f. 2014).
- 1925: Mai Zetterling, actriz y cineasta sueca (f. 1994).
- 1925: Sonia Orbuch, partisana judía, escritora y conferenciante polaca (f. 2018).
- 1925: Carmine Infantino, editor de historietas estadounidense (f. 2013).
- 1927: Claude Abbés, futbolista francés (f. 2008).
- 1928: Jacobo Zabludovsky, periodista mexicano. (f. 2015).
- 1928: William Trevor, escritor irlandés (f. 2016).
- 1931: Michael Lonsdale, actor francés (f. 2020).
- 1932: Arnold Wesker, dramaturgo británico (f. 2016).
- 1933: Muharrem Fejzo, escultor albanés (f. 2020).
- 1933: Joaquín Vaquero Turcios, escultor y pintor español (f. 2010).
- 1934: Canario (Darcy Silveira dos Santos), futbolista brasileño.
- 1937: Archie Shepp, músico estadounidense.
- 1938: Tommy Chong, actor canadiense.
- 1938: Luis Ramallo, político español.
- 1940: José Joe Baxter, guerrillero argentino (f. 1973).
- 1940: Joseph Brodsky, escritor ruso-estadounidense, premio nobel de literatura en 1987 (f. 1996).
- 1940: Christoph Wolff, musicólogo alemán.
- 1941: Bob Dylan, músico, poeta y compositor estadounidense, premio nobel de literatura en 2016.
- 1941: Andrés García, actor mexicano-dominicano (f. 2023).
- 1941: George Lakoff, lingüista y activista estadounidense.
- 1942: Hannu Mikkola, piloto de automovilismo finlandés (f. 2021).
- 1942: Norma Herrera, actriz y cantante mexicana.
- 1942: Fraser Stoddart, químico británico, premio nobel de química en 2016.
- 1944: Susana Baca, cantante peruana.
- 1944: Patti LaBelle, cantante estadounidense.
- 1945: Priscilla Presley, actriz estadounidense.
- 1946: Cristina Alberó, actriz argentina.
- 1946: Irena Szewińska, atleta polaca (f. 2018).
- 1947: Martin Winterkorn, ejecutivo alemán automotriz.
- 1947: José Acosta Cubero, diputado español.
- 1948: James Cosmo, actor británico.
- 1949: Jim Broadbent, actor británico.
- 1949: Ricardo Franco, cineasta español (f. 1998).
- 1953: Alfred Molina, actor británico.
- 1953: Jorge Castañeda Gutman, político y comentarista mexicano.
- 1953: Lamberto Leoni, piloto de automovilismo italiano.
- 1955: Rosanne Cash, cantante estadounidense.
- 1956: Sean Kelly, ciclista irlandés.
- 1956: Angélica Chaín, actriz y vedette mexicana.
- 1957: Manuel Florentino González Flores, político y abogado mexicano.
- 1959: Prithvirajsing Roopun, abogado y político mauriciano, Presidente de Mauricio desde 2019.
- 1960: Guy Fletcher, tecladista británico de Dire Straits.
- 1960: Doug Jones, actor estadounidense.
- 1960: Kristin Scott Thomas, actriz británica.
- 1961: Ismael Urtubi, futbolista español.
- 1962: Gene Anthony Ray, actor estadounidense (f. 2003).
- 1962: Héctor Camacho, boxeador puertorriqueño (f. 2012).
- 1963: Antonio Márquez, bailarín y coreógrafo español.
- 1963: Ivan Capelli, piloto de carreras italiano.
- 1963: Michael Chabon, escritor estadounidense
- 1963: Joe Dumars, baloncestista estadounidense.
- 1963: Kathy Leander, cantante suiza.
- 1964: Álvaro Rudolphy, actor chileno.
- 1965: Carlos Franco, golfista paraguayo.
- 1965: John C. Reilly, actor estadounidense.
- 1965: Shinichiro Watanabe, director japonés.
- 1966: Éric Cantona, futbolista francés.
- 1966: Francisco Javier Cruz, futbolista mexicano.
- 1967: Carlos Almeida Hernández, beisbolista venezolano.
- 1967: Eric Close, actor estadounidense.
- 1967: Heavy D, rapero jamaicano-estadounidense (f. 2011).
- 1967: Dana Ashbrook, actor estadounidense.
- 1969: Andrés Izarra, político y periodista venezolano.
- 1969: Rich Robinson, músico estadounidense, de la banda The Black Crowes.
- 1972: Jia Zhangke, cineasta chino.
- 1972: Greg Berlanti, guionista y productor estadounidense.
- 1972: Maia Sandu, política y economista soviética, Presidenta de Moldavia desde 2020.
- 1973: Rodrigo Bueno, cantante argentino de «cuarteto» (f. 2000).
- 1973: Bartolo Colón, beisbolista dominicano.
- 1973: Ruslana, cantante ucraniana.
- 1973: Vladimír Šmicer, futbolista checo.
- 1974: Felipe Avello, periodista y comediante chileno.
- 1974: Will Sasso, actor canadiense.
- 1974: Sébastien Foucan, actor francés.
- 1975: Yannis Goumas, futbolista griego.
- 1976: Alessandro Cortini, músico italiano.
- 1977: Kym Valentine. actriz australiana.
- 1978: Elijah Burke, luchador profesional estadounidense.
- 1978: Bryan Greenberg, actor estadounidense.
- 1978: Brian Ching, futbolista estadounidense.
- 1979: Tracy McGrady, baloncestista estadounidense.
- 1980: Cecilia Cheung, actriz y cantante hongkonesa.
- 1982: DaMarcus Beasley, futbolista estadounidense.
- 1983: Ben Yahtzee Croshaw, crítico y creador de videojuegos anglo-australiano.
- 1983: Viktor Pečovský, futbolista eslovaco.
- 1984: Sarah Hagan, actriz estadounidense.
- 1987: Jimena Barón, actriz argentina.
- 1988: Billy Gilman, cantante estadounidense.
- 1988: Ramón Osni Moreira Lage, futbolista brasileño.
- 1989: Adel Taarabt, futbolista marroquí.
- 1989: G-Eazy, rapero estadounidense.
- 1990: Yūya Matsushita, cantante y actor japonés.
- 1994: Bobby Lockwood, actor británico.
- 1994: Rodrigo De Paul, futbolista argentino.

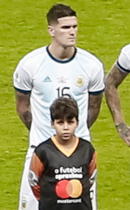

- 1994: Dimash Kudaibergen, cantante kazajo.
- 1994: Lily Newmark, actriz y exmodelo británica.
- 1995: Lovisa Karlsson, regatista sueca.
- 1995: Emma Reid, judoca británica.
- 1996: Yousef Hassan, futbolista catarí.
- 1996: Kevin Medel, futbolista chileno.
- 1997: Visar Bekaj, futbolista kosovar.
- 1997: Rodrigo Bogarín, futbolista paraguayo.
- 1997: Cristian Calderón, futbolista mexicano.
- 1998: Daisy Edgar-Jones, actriz británica.
- 1998: Jon Sillero, futbolista español.
- 1998: Freja Olofsson, futbolista sueca.
- 1998: Serik Temirzhanov, boxeador kazajo.
- 1999: Lucía Rodríguez Herrero, futbolista española.
- 1999: María Martínez Vecca, futbolista paraguaya.
- 1999: Jonathan Lima, futbolista uruguayo.
- 1999: Iván Cruz, futbolista peruano.
- 1999: Myth, streamer estadounidense.
- 2000: Noah Okafor, futbolista suizo.
- 2000: Jun Endo, futbolista japonesa.
- 2000: Jaminton Campaz, futbolista colombiano.
- 2000: Paolo Gozzi, futbolista ítalo-nigeriano.
- 2000: Anja Crevar, nadadora serbia.
- 2000: Cosima Clotten, remera alemana.
- 2000: Keyontae Johnson, baloncestista estadounidense.
- 2000: Vasil Kušej, futbolista checo.
- 2001: Brayan Ceballos, futbolista colombiano.
- 2001: Bartłomiej Ciepiela, futbolista polaco.
- 2001: Strahinja Pavlović, futbolista serbio.
- 2001: Issa Fomba, futbolista maliense.
- 2001: Matheus Cunha Queiroz, futbolista brasileño.
- 2007: Maru, gato japonés famoso en YouTube.

## Fallecimientos
- 1107: Raimundo de Borgoña, conde de Galicia (n. 1070).
- 1153: David I, rey escocés (n. 1084).
- 1351: Abu al-Hasan 'Ali, sultán marroquí (n. c. 1297).
- 1408: Taejo de Joseon, gobernador de Corea (n. 1335).
- 1543: Nicolás Copérnico, astrónomo y matemático polaco (n. 1473).
- 1612: Robert Cecil, estadista y aristócrata británico (n. 1563).
- 1632: Robert Hues, matemático y geógrafo británico (n. 1553).
- 1665: María de Jesús de Ágreda, religiosa y escritora española (n. 1602).
- 1725: Jonathan Wild, criminal británico (n. 1682).
- 1734: Georg Stahl, químico, técnico metalúrgico y médico alemán (n. 1659).
- 1792: George Brydges Rodney, almirante británico (n. 1718).
- 1806: John Campbell, mariscal británico (n. 1723).
- 1817: Juan Meléndez Valdés, poeta y político español (n. 1754).
- 1843: Sylvestre François Lacroix, matemático francés (n. 1765).
- 1872: Julius Schnorr von Carolsfeld, pintor alemán (n. 1794).
- 1877: Ramón Cabrera, general carlista español (n. 1806).
- 1879: Juan de Dios Aldea Fonseca, marino chileno, uno de los héroes del Combate naval de Iquique y héroe máximo del Cuerpo de Infantería de Marina de Chile (n. 1853).
- 1879: William Lloyd Garrison, publicista y abolicionista estadounidense (n. 1805).
- 1883: Abdel Kadir, líder argelino (n. 1808).
- 1896: José Asunción Silva, poeta colombiano (n. 1865).
- 1908: Tom Morris, Sr., golfista escocés (n. 1821).
- 1917: Juvencio Robles, militar y político mexicano (n. 1849).
- 1919: Amado Nervo, poeta y diplomático mexicano (n. 1870).
- 1930: Miguel Cárdenas de los Santos, abogado y político mexicano (n. 1855).
- 1944: Sylvester Antolak, recibidor de la medalla de honor del ejército estadounidense
- 1945: Robert Ritter von Greim, piloto y oficial de ejército alemán (n. 1892).
- 1947: Charles Ferdinand Ramuz, escritor suizo (n. 1878).
- 1948: Jacques Feyder, cineasta y guionista belga (n. 1885).
- 1949: Rosita Renard, pianista chilena (n. 1894).
- 1950: Archibald Wavell, militar británico (n. 1883).
- 1956: Enrique Muiño, actor hispanoargentino (n. 1881).
- 1959: John Foster Dulles, político estadounidense (n. 1888).
- 1963: Elmore James, guitarrista estadounidense de blues (n. 1918).
- 1969: Willy Ley, científico alemán (n. 1906).
- 1974: Duke Ellington, músico estadounidense de jazz (n. 1899).
- 1979: Germán Pomares, revolucionario nicaragüense (n. 1937).
- 1980: Jorge González Camarena, muralista mexicano (n. 1980).
- 1981: Jaime Roldós, presidente ecuatoriano (n. 1940).
- 1984: Vincent J. McMahon, promotor estadounidense de la lucha profesional (n. 1914).
- 1987: Hermione Gingold, actriz británica (n. 1897).
- 1991: Gene Clark, cantante estadounidense, de la banda The Byrds (n. 1944).
- 1993: Juan Jesús Posadas Ocampo, arzobispo mexicano (n. 1926).
- 1995: Harold Wilson, político británico (n. 1916).
- 1996: Enrique Álvarez Félix, actor mexicano de telenovelas (n. 1935).
- 1996: José Cuatrecasas Arumí, botánico y farmacéutico español (n. 1903).
- 1996: Jacob Druckman, compositor estadounidense (n. 1928).
- 1997: Edward Mulhare, actor irlandés (n. 1923).
- 1998: Lucio Muñoz, pintor español (n. 1929).
- 1999: Ramón Rubial, político español (n. 1906).
- 2000: Kurt Schork, periodista estadounidense (n. 1947).
- 2001: Delia Zapata Olivella, bailarina colombiana (n. 1926).
- 2001: Urruti (Francisco Javier González Urruticoechea), portero español de fútbol (n. 1957).
- 2002: Xi Zhongxun, líder político del Partido Comunista Chino. Padre de Xi Jinping (n. 1913)
- 2003: Rachel Kempson, actriz británica (n. 1910).
- 2005: Carl Amery, escritor alemán (n. 1922).
- 2005: Arthur Haulot, periodista belga (n. 1913).
- 2007: Inés Gebhard, académica universitaria, concertista de piano y maestra chilena (n. 1913).
- 2008: Eugenio Garza Lagüera, empresario, industrial y filántropo mexicano (n. 1923).
- 2009: Pedro Sempson, actor español (n. 1920).
- 2010: Paul Gray, bajista estadounidense, de la banda Slipknot (n. 1972).
- 2010: Alexander Belostenny, baloncestista de la Selección lituana y de la Unión Soviética (n. 1959).
- 2011: Luis Ángel Rojo, economista, académico y catedrático español (n. 1934).
- 2012: Jacqueline Harpman, escritora y psicoanalista belga (n. 1929).
- 2013: Raúl Padilla Inclán, actor y comediante mexicano (n. 1940).
- 2013: John Sumner, artista británico (n. 1924).
- 2013: Piotr Todorovski, cineasta ruso (n. 1925).
- 2015: Tanith Lee, escritora británica (n. 1947).
- 2020: Jimmy Cobb, baterista de jazz estadounidense (n. 1929).
- 2021: Jorge Mosset Iturraspe, jurista, abogado, profesor y autor de libros argentino (n. 1930).
- 2021: Max Mosley, piloto británico de automovilismo (n. 1940).
- 2022: Luis Calderón, futbolista peruano (n. 1929).
- 2023: Tina Turner, cantante, coreógrafa, actriz y compositora estadounidense (n. 1939).
- 2023: George Maharis, actor, cantante, y artista plástico estadounidense (n. 1928).
- 2024: Doge, perro shiba inu que se volvió un meme en 2010 (n. 2005).
- 2024: Jorge Arganis Díaz Leal, ingeniero civil, funcionario, académico y asesor mexicano (n. 1943).
- 2025: Teresita Reyes, actriz chilena (n. 1950).

## Celebraciones
- Día Internacional del Marjor.

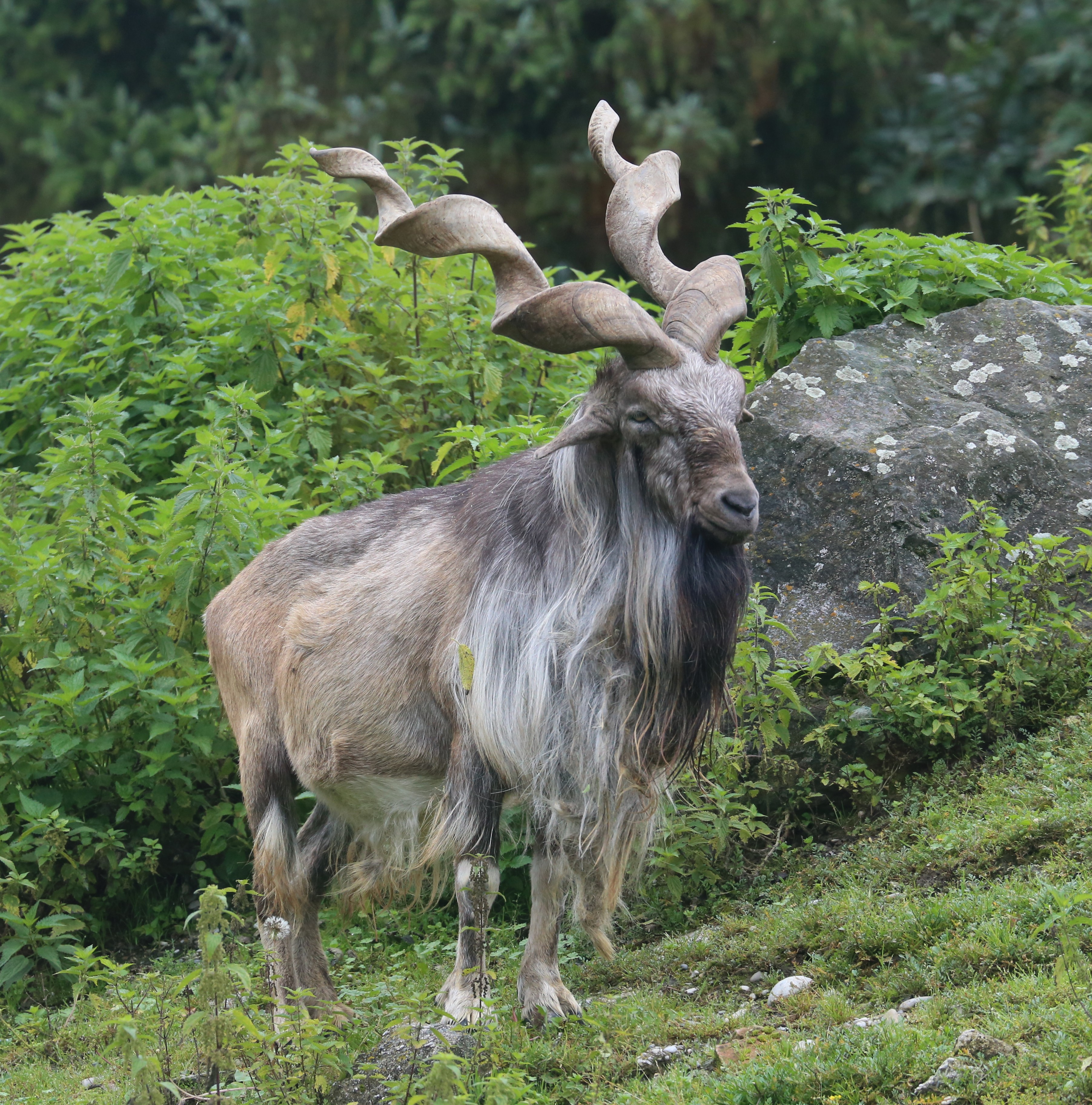
Marjor macho en cautividad en el parque zoológico de Augsburgo.

- Día Mundial de la Esquizofrenia.[3]
Fecha establecida con la finalidad de crear conciencia acerca de esta enfermedad y erradicar algunos preconceptos.

- Día Internacional de la Queratosis Actínica.[4]

- Día de la Visibilidad Pansexual.[5]
El nombre completo de la efeméride es Día de la Conciencia y de la Visibilidad Pansexual y Panromántica.

Compartidas
- Naciones Unidas:
  - Día Internacional de las Mujeres por la Paz y el Desarme.

- Unión Europea:
  - Día Europeo de los Parques Naturales.
Tiene como objetivo principal concienciar sobre la importancia de proteger los espacios naturales y la biodiversidad en Europa. Este día fue establecido por la Federación EUROPARC en 1999 para promover la conservación de los parques naturales y áreas protegidas en el continente.

 Por países
(Por orden alfabético)
- Argentina: 

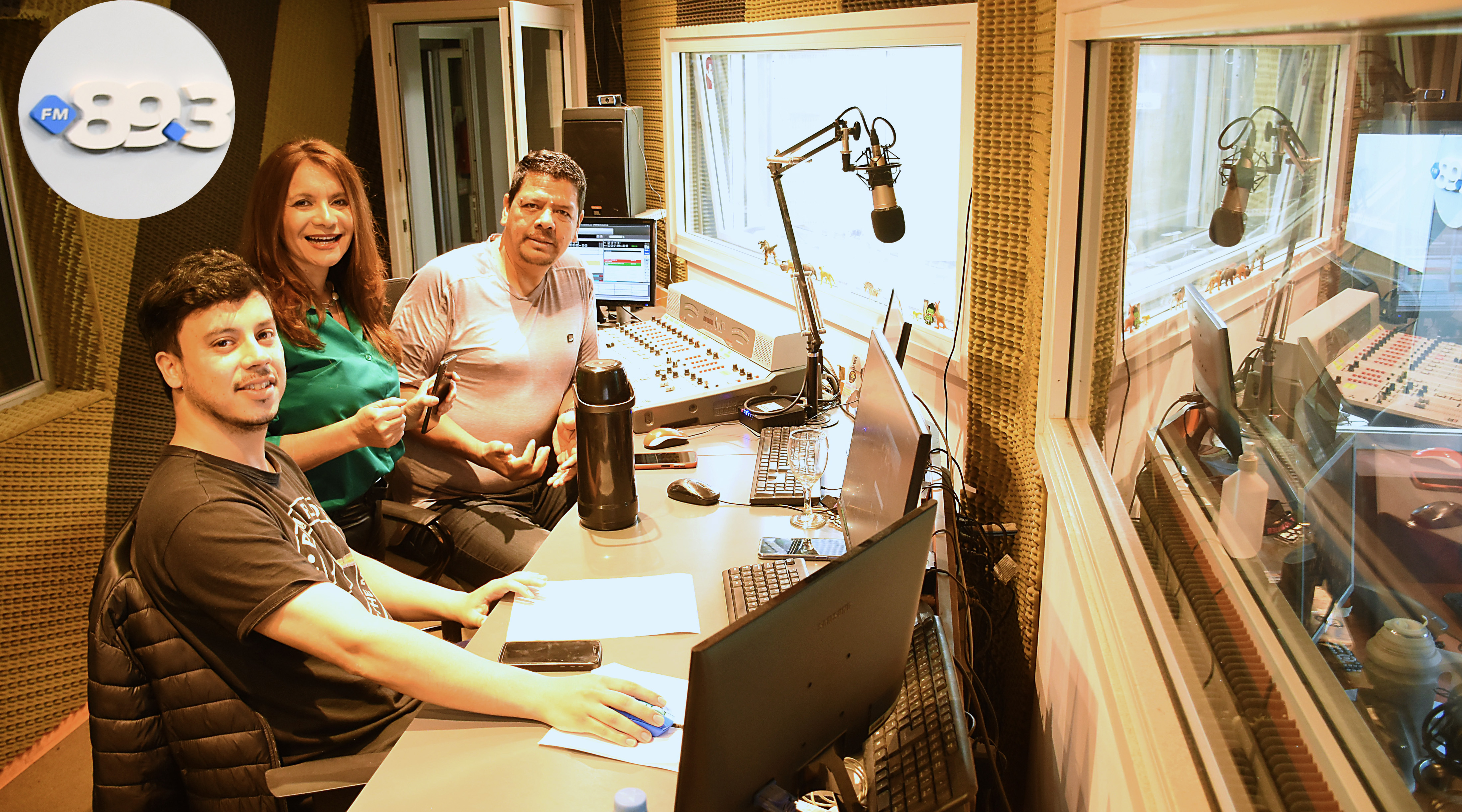
Día del Operador de Radio en Argentina.

  - Día del Operador de Radio.[6]
Esta fecha se conmemora por Ley 7339, que instituyó esta celebración para reconocer la labor de los operadores técnicos de radiodifusión. Se trata de un homenaje a quienes hacen posible la transmisión de sonido en radio, desde la cabina hasta el aire.
  - Día del Telegrafista.[7]
  - Día de la Olivicultura.[7]
  -  Córdoba: 
    - Día Provincial de la Pelota de Fútbol.[8]

- Alemania: 
  - Día Europeo de los Parques Naturales.[9]

- Bolivia: 
  - Día Nacional contra el Racismo.

- Bulgaria: 
  - Día de la creación del alfabeto cirílico.

- Chile: 
  - Día del Completo.
El completo es la versión chilena del hot dog, pero mucho más contundente y cargado de ingredientes.

- Ecuador: 
  - Día de la Independencia.
(Batalla de Pichincha).

- España: 
  - Día Nacional de la Epilepsia.

- Estados Unidos: 
  - Día del Técnico de Mantenimiento de Aviación.[10]
(en inglés: National Aviation Maintenance Technician Day).[11]
  - Día del Hermano.[12]
(en inglés: Brother’s Day).
  - Día de la Búsqueda del Tesoro.[13]
(en inglés: Scavenger Hunt Day).

- Eritrea: 
  - Día de la Independencia.

- México: 
  - Día del Compositor Purépecha.
Se celebra especialmente en el Estado de Michoacán, donde se encuentra la mayor población purépecha. Esta fecha honra la rica tradición musical y cultural del pueblo purépecha, con composiciones como pirekuas, sones y abajeños.

- Paraguay: 
  - Día del Economista Paraguayo.

### Santoral católico

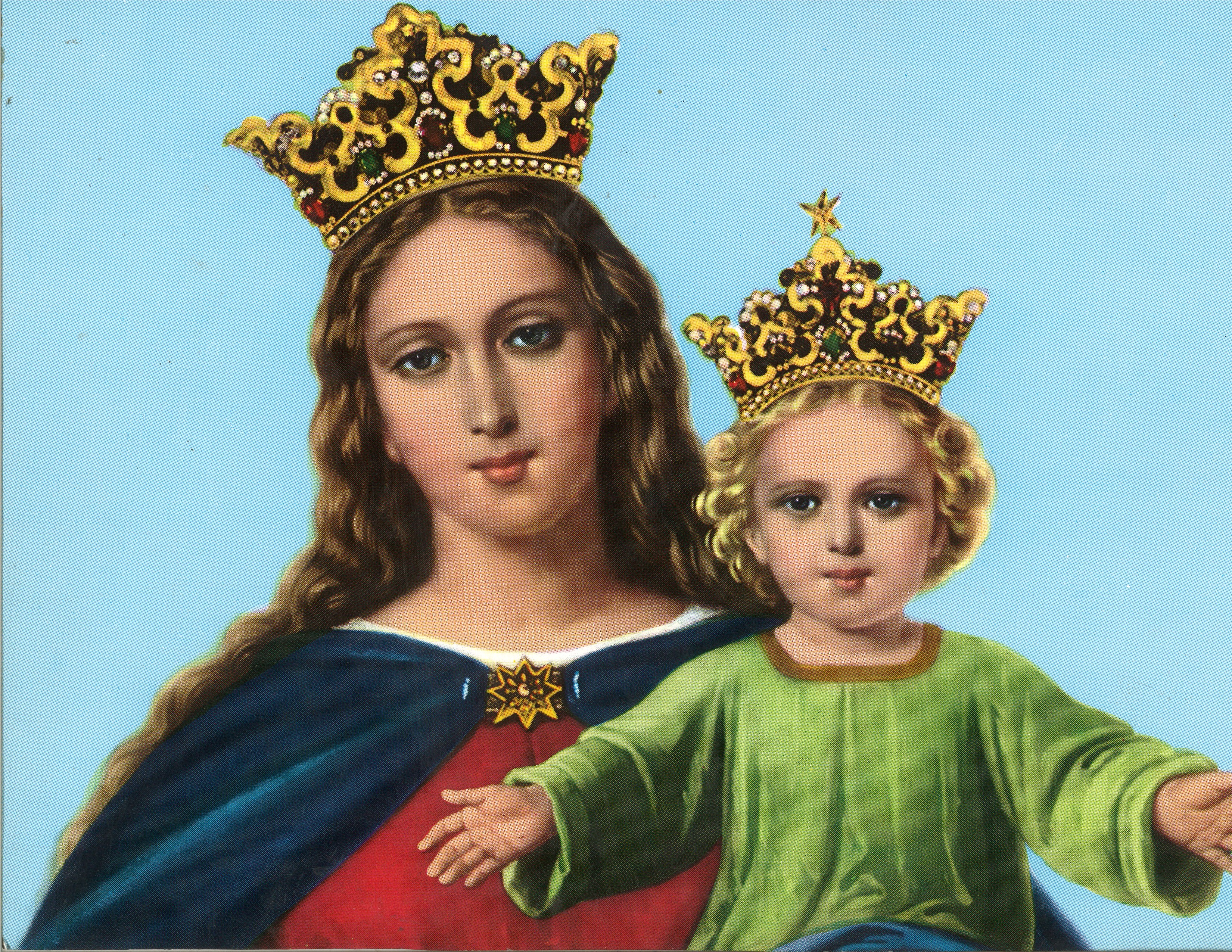
Lámina muy popular de la Virgen María Auxiliadora en Argentina.

- María Auxiliadora.[14][15](imagen ilustrativa).
- San Mánahen.[14]
- San Sérvulo de Trieste.[14]
- San Simeón Estilita el Joven.[14]
- San Vicente de Lérins.[14][16]
- San Zoelo de Listra.[14]
- Beato Felipe de Piacenza.[14]
- Beato Juan de Prado.[14][17]
- Beato Luis Ceferino Moreau.[14]

 Por países
(Por orden alfabético)
- Argentina: 
  - Día de María Auxiliadora. Es la Patrona del Agro argentino y también de la localidad misionera de Garupá.[7]